# Wheelie and the Chopper Bunch
Wheelie and the Chopper Bunch (no Brasil Carangos e Motocas) é um desenho animado de 30 minutos que estreou em 1974 nos Estados Unidos produzido pelos estúdios Hanna-Barbera. A série teve apenas uma temporada de treze episódios, cada um dividido em três segmentos, ou um total de 39 segmentos.
Foi exibida no Brasil, cronologicamente, pela TV Bandeirantes, Rede Globo, Rede Manchete e Rede Record. Nesta última, permaneceu até meados dos anos 2000.

## História
O desenho foca Wheelie, um Fusca vermelho, e sua namorada Rota. Wheelie trabalha como profissional - e bem conceituado - no ramo de carros de corrida. Wheelie não fala, como outros personagens do desenho, mas se expressa através da sua buzina e de sinais que aparecem no para-brisas, como por exemplo um coração quando está apaixonado ou uma lâmpada quando tem uma ideia.
A grande pedra no sapato de Wheelie são quatro motocicletas:
- Avesso (um triciclo que sempre confunde as palavras),
- Chapa (líder da gangue),
- Risada (o maior de todos mas com o menor cérebro),
- Confuso (uma motoneta, que se parecia como um bom menino andando com más companhias).

Confuso tem o bordão mais famoso do desenho: "Eu te disse, eu não te disse? te disse!", dito sempre que a gangue se mete em alguma confusão, o que sempre acontece no final dos episódios.
Além destes personagens, existem vários outros (carros, motos, caminhões...), que participam esporadicamente dos episódios.

## Episódios[1]
Em cada segmento de 30 minutos existiam 3 episódios
Nomes originais (em inglês)
1. Get a Doctor / A Day at the Beach / Ghost Riders
2. Double Cross Country / The Stunt Show / Razzle Dazzle Paint Job
3. The Autolympics / The Delivery Service / The Infiltrator
4. The Big Bumper / Surprise Party / On the Town
5. Black Belt Fuji / Our Hero / Wheelie Goes Hawaiian
6. The Inspection / The Old Timer / The Copter Caper
7. Dr. Crankenstein / Bulldozer Buddy / Happy Birthday Wheelie
8. Wheelie, The Super Star / Down on the Farm / Roadeo
9. Carfucios Says / Mighty Wheelie / Camping With a Go Go
10. Lenny Van Limousine / Snow Foolin / Wheelie in Paris
11. Dragster Net / Dragula / Boot Camp
12. Dr Cykll and Mr. Ryde / Johnny Crash / Wheelie and the Smoke Eater
13. Friday the Thirteenth / Wings of Wheelie / Wheelie's Clean Sweep

## Dubladores

### Nos Estados Unidos
- Wheelie e Chapa: Frank Welker.
- Rota Ree: Judy Strangis.
- Avesso: Paul Winchell.
- Risada: Lennie Weinrib.
- Confuso: Don Messick

### No Brasil
- Estúdio: Herbert Richers
- Wheelie: Ionei Silva
- Rota Ree: Maralise Tartarine
- Chapa: Jorgeh Ramos
- Avesso: Júlio Cézar
- Risada: Leonardo José
- Confuso: Luis Manuel

## Outras aparições
- Harvey, o advogado